# Lasioglossum malgiense
Lasioglossum malgiense là một loài Hymenoptera trong họ Halictidae. Loài này được Pauly mô tả khoa học năm 1986.